# 곽인준
곽민석(1970년 1월 14일 ~ )은 대한민국의 배우이다.

## 이력
1990년에 연극배우로 첫 데뷔를 하였다.

## 학력
- 안양예술고등학교 연극영화과
- 경성대학교 연극학과

## 출연작

### 드라마 & 시트콤
- 2007년 MBC 《겨울새》 - 월급의사 닥터 박 역
- 2008년 MBC 《라이프 특별조사팀》 - 국과수 형사 역
- 2008년 MBC 《에덴의 동쪽》 - 국 회장 주치의 역
- 2009년 MBC 《혼》 - 트럭남 킬러 승근 역
- 2009년 MBC 《돌아온 일지매》 - 김좌점 대감의 참모 역
- 2009년 MBC 《친구, 우리들의 전설》 - 송병만 역
- 2009년 KBS 《열혈장사꾼》 - 영화감독 역
- 2010년 MBC 《장난스런 키스》 - 현아의 남편 역
- 2011년 MBC 《계백》 - 목한덕 역
- 2011년 MBC 《글로리아》 - 이 형사 역
- 2011년 SBS 《마이더스》 - 증권 전문가 역
- 2011년 MBC 《애정만만세》 - 변호사 역
- 2012년 KBS2 《넝쿨째 굴러온 당신》 - 지 PD 역
- 2012년 SBS 《맛있는 인생》 - 양현철 역
- 2013년 OCN 《특수사건 전담반 TEN 2》 - 김윤철 역
- 2014년 KBS 《KBS 드라마 스페셜 - 칠흑》 - 정석준 역
- 2014년 tvN 《미생》 - 감사팀장 역
- 2016년 네이버TV 《손의 흔적》 - 이인감 교수 역
- 2016년 KBS 《태양의 후예》 - 이한수 역
- 2016년 tvN 《디어 마이 프렌즈》 - 양교수 역
- 2016년 Sohu TV 《마법의 핸드폰》 - 마동식 역
- 2017년 SBS 《초인가족》 - 서규철 역
- 2017년 OCN 《터널》 - 화양경찰서장 역
- 2017년 tvN 《비밀의 숲》 - 시사이슈 MC 역
- 2018년 JTBC 《미스티》 - 강남경찰서장 한기훈 역
- 2018년 SBS 《미스 마 - 복수의 여신》 - 대전동부경찰서장 구성근 역
- 2019년 OCN 《트랩》 - 권성태 역
- 2019년 MBC 《더 뱅커》 - 임성민 역
- 2019년 JTBC 《보좌관 - 세상을 움직이는 사람들》 - 김현수 역
- 2019년 tvN 《60일, 지정생존자》 - 구용완 역
- 2020년 SBS 《날아라 개천용》 - 허재영 역
- 2022년 ENA 《이상한 변호사 우영우》 - 재판장 역
- 2023년 Disney+ 《형사록 2》 - 강승모 역
- 2023년 JTBC 《힘쎈여자 강남순》
- 2023년 KBS2 《고려거란전쟁》- 원종석 역
- 2024년 Netflix 《아무도 없는 숲속에서》 - 김 이사 역

### 영화
- 1988년 《고교 오성군 한음군》 - 불량학생
- 1998년 《땅위에서도 하늘에서처럼》 - 아이 아빠
- 1999년 《만날때까지》 - 소대장 역
- 2004년 《범죄의 재구성》 - 수학선생 역
- 2004년 《페이스》 - 의사 1 역
- 2005년 《키다리아저씨》 - 의사역, 의사목소리 역
- 2005년 《사랑니》 - 운전자 역
- 2005년 《태풍》 - 북한군 후송안전원 역
- 2006년 《어느날 갑자기 첫 번째 이야기 - 2월 29일 》 - 의사목소리 역
- 2006년 《천하장사 마돈나》 - 입원실의 목사 역
- 2006년 《조용한 세상》 - 구경꾼 2 역
- 2006년 《달콤, 살벌한 연인》 - 정신과의사 역
- 2007년 《리턴》 - 오프닝 정신과의사 역
- 2007년 《사랑》 - 경호실장 현실장 역
- 2008년 《모던보이》 - 일본인 형사 역
- 2008년 《7인의 초인과 괴물 F》(단편 영화) - 독고 과장 역
- 2008년 《눈에는 눈 이에는 이》 - 공항경찰 고동민 역
- 2009년 《로니를 찾아서》 - 공장사장 역 (특별출연)
- 2009년 《여배우들》 - 최지우 지압사 역
- 2010년 《환상극장》 - 이명진 역
- 2011년 《통증》 - 오프닝 신혼부부 남편 역
- 2011년 《아이들...》 - 사체발굴 현장의 경찰서장 역 (특별출연)
- 2012년 《타워》 - 턱시도 파티남
- 2012년 《미운오리새끼》 - 구렛남 역
- 2012년 《이웃사람》 - 피자잡 안동주 역
- 2012년 《간첩》 - 간첩 권성민 역
- 2013년 《동창생》 - 고정간첩 김집사 역
- 2014년 《좋은 친구들》 - 센타장 역
- 2015년 《극비수사》 - 뽀삐남 역 (특별출연)
- 2015년 《성난 변호사》 - 부장검사 역
- 2015년 《소수의견》 - 야당의원 박경철 역
- 2016년 《4등》 - 과거 수영연맹 이사 역
- 2016년 《봉이 김선달》 - 청지기 역
- 2016년 《판도라》 - 대외협력실장 역
- 2017년 《사랑하기 때문에》 - 할배아들 역
- 2017년 《희생부활자》 - 국정원 국장 역
- 2017년 《(영화)손님》 - 아들 용현 역
- 2018년 《괴물들》 - 교감 역
- 2019년 《언니》 - 경호회사 김 대표 역
- 2019년 《유열의 음악앨범》 - 수제비집 주인 역
- 2020년 《큰엄마의 미친봉고》 - 찰스 역
- 2022년 《경관의 피》 - 고위급 2 역
- 2022년 《어부바》 - 한정우 역 (특별출연)